# Долин
Долфин је острво у Јадранском мору. Припада Хрватској.
Налази се у Пашком каналу, поред острва Раб, од којега га дели Барбатски канал.
Пружа се у правцу северозапад - југоисток.
Најсевернија и најзападнија тачка је Доњи рт и налази се западно од насеља Бањол на острву Рабу.
Најјужнија тачка је Горњи рт.
Највиши врх острва је Самоторац и његова надморска висина је 117 метара